# جان زورن
 جان زورن (انگلیسی: John Zorn؛ ‏ زادهٔ ۲ سپتامبر ۱۹۵۳) یک موسیقی‌دان اهل ایالات متحده آمریکا است.
از فیلم‌های او می‌توان به مرگ کارگر اشاره کرد.